# 均州
均州（きんしゅう）は、中国にかつて存在した州。隋代から民国初年にかけて、現在の湖北省丹江口市一帯に設置された。

## 概要
547年（太清元年）、南朝梁により設置された興州を前身とする。興州は武当・均陽・平陵の3県を管轄した。
552年（廃帝元年）、西魏により興州は豊州と改称された。
579年（大象元年）、北周により豊州の武当郡・安富郡の2郡を越国とされた。
585年（開皇5年）、隋により豊州は均州と改称された。605年（大業元年）に均州は廃止されて、淅州に編入された。607年（大業3年）に州が廃止されて郡が置かれると、淅州は淅陽郡と改称された。618年（義寧2年）、淅陽郡の武当・均陽の2県を分割して武当郡が置かれた。
618年（武徳元年）、唐により武当郡は均州と改められた。627年（貞観元年）、均州は廃止され、淅州に編入された。634年（貞観8年）、淅州が廃止され、淅州の武当・鄖郷の2県をもって均州が置かれた。742年（天宝元年）、均州は武当郡と改称された。758年（乾元元年）、武当郡は均州の称にもどされた。均州は山南東道に属し、武当・鄖郷・豊利の3県を管轄した。
1119年（宣和元年）、北宋により均州に武当軍節度が置かれた。均州は京西南路に属し、武当・鄖郷の2県を管轄した。
元のとき、均州は襄陽路に属し、武当・鄖の2県を管轄した。
1369年（洪武2年）、明により武当県は廃止され、均州に編入された。1476年（成化12年）、鄖県は鄖陽府に転属した。均州は襄陽府に属し、属県を持たない散州となった。
清のとき、均州は襄陽府に属し、属県を持たない散州となった。
1912年、中華民国により均州は廃止され、均県と改められた。